# Alagoinhas
Alagoinhas – miasto i gmina w Brazylii, w stanie Bahia. Znajduje się w mezoregionie Nordeste Baiano i mikroregionie Alagoinhas.
W mieście rozwinął się przemysł cukrowniczy, skórzany oraz tytoniowy.
Ośrodek handlowy regionu sadowniczego i uprawy tytoniu.